# Baumsegler
Die Baumsegler (Hemiprocne) bilden eine Gattung in der gleichnamigen Familie der Baumsegler (Hemiprocnidae) innerhalb der Ordnung der Seglervögeln (Apodiformes). Diese Gattung umfasst vier Arten. Der Kronenbaumsegler (Hemiprocne coronata) wird von einigen Zoologen als  Unterart des Haubenbaumseglers (Hemiprocne longipennis) gesehen.
Baumsegler bewohnen die Wälder von Indien, Südostasien bis nach Indonesien und Sulawesi. Sie sind gesellige Vögel und leben in kleinen Gruppen an Waldlichtungen, Waldrändern oder an Flussläufen. Charakteristisch sind der tief gegabelte Schwanz und die langen Handschwingen. Im Gegensatz zu den Seglern (Apodidae) sind ihre Beine gut ausgebildet, sodass sie in der Lage sind, auf den Ästen der Bäume zu sitzen. Dadurch bewegen sie sich weniger fliegend voran und kehren nach erfolgreicher Jagd in regelmäßigen Abständen zu ihren Sitzplätzen zurück. 
Ihre kleinen muldenförmigen Nester werden aus Pflanzenteilen wie Baumrinde erbaut, die mit Speichel aneinander und an einem Ast befestigt werden. Das Nestinnere bietet nur Platz für ein Ei, das weiß bis bläulich gefärbt ist. Beim Brüten bedecken die Altvögel durch ihr aufgeplustertes Brustgefieder das Ei.  

## Arten
- Bartbaumsegler (Hemiprocne mystacea)
- Haubenbaumsegler (Hemiprocne longipennis)
- Kronenbaumsegler (Hemiprocne coronata)
- Ohrenbaumsegler (Hemiprocne comata)